# Llanolebias
Llanolebias is een monotypisch geslacht van straalvinnige vissen uit de familie van de killivisjes (Rivulidae).

## Soort
- Llanolebias stellifer (Thomerson & Turner, 1973)